# Solomon Cutner
Solomon Cutner (East End, 9 de agosto de 1902 - Londres, 2 de febrero de 1988), conocido también como Solomon, fue un pianista británico de música clásica.